# Man Bok Park
 Man-Bok Park  ou Mister Park como é conhecido no Peru, (Seul, 12 de dezembro de 1936 - Lima, 26 de setembro de 2019) foi um treinador coreano de voleibol conhecido internacionalmente pelo seus resultados a frente da Seleção Peruana de Voleibol Feminino levando a inédita final dos Jogos Olímpicos de Verão de 1988 em Seul sua terra natal, conquistando a medalha de prata.

## Carreira
Em 1974 a Federação Peruana de Voleibol o contrata como Assistente Técnico do Akira Kato e no mesmo amo assumiu a Direção Técnica da Seleção Peruana de Voleibol Feminino, quando disputaria o Mundial de México 1974 conduzindo a equipe a 8ª colocação final. Colecionou resultados e títulos importantes como treinador  da equipe nacional peruana conquistando o Vice-campeonato do Mundial Juvenil de México 1981,  a prata no Mundial de Peru 1982 e a medalha de prata na  Olimpíada de Seul, entrou para história ao chegar a final e por pouco não sagrou-se campeão olímpico, decidindo o título contra a forte ex-URSS no set de desempate. Durante sua carreira treinou os maiores nomes do voleibol peruano como Denisse Fajardo, Cecilia Tait, Gabriela Pérez del Solar, Rosa García,  Cenaida Uribe, Natalia Málaga e outras que brilharam em  Seul.
Em 2009 foi nomeado diretor das seleções de vôlei do Peru, depois de oito anos afastado do combinado nacional com objetivo segundo a Federação Peruana de Voleibol, Mr.Park supervisionará o trabalho dos treinadores em todas as categorias do voleibol peruano.

## Títulos e Resultados
Campeonato Mundial de Voleibol Feminino
- 1974-8º Lugar (Cidade do México,  México)[2]
- 1978-10º Lugar (Moscou,  União Soviética)[2]
- 1990-6º Lugar (Pequim,  China)[2]

Jogos Olímpicos de Verão
- 1980-6º Lugar (Moscou,  União Soviética)[2]
- 1984-4º Lugar (Los Angeles,  Estados Unidos)[2]
- 2000-11º Lugar (Sydney,  Austrália)[2]

Copa do Mundo de Voleibol Feminino
- 1985-5º Lugar ( Japão)[2]
- 1989-5º Lugar ( Japão)[2]
- 1991-5º Lugar ( Japão)[2]
- 1999-10º Lugar ( Japão)[2]

Seleção Peruana de Voleibol Feminino
TorneioS Internacionais
- 1982-4º Lugar da Copa Saravia(Budapeste,  Hungria) [2]
- 1982- Campeã da I Copa da Libertação  ( Tchecoslováquia)[2]
- 1983-5º Lugar (Espartaquiadas,  União Soviética)[2]
- 1983- Campeã da II Copa da Libertação ( Tchecoslováquia)[2]
- 1984- Campeã da III Copa da Libertação ( Tchecoslováquia)[2]
- 1986: Copa Challenger ( Estados Unidos)[2]
- 1986: Copa Samaranch(Lausana,  Suíça )[2]

Copa do Mundo de Voleibol Feminino
- 1985-5º Lugar ( Japão)[2]

Jogos Olímpicos de Verão
- 1980-6º Lugar (Moscou,  União Soviética)[2]
- 1984-4º Lugar (Los Angeles,  Estados Unidos)[2]

Campeonato Mundial Juvenil
- 1977-10º Lugar (Milão,  Brasil)[2]

Campeonato Mundial de Voleibol Feminino
- 1978-10º Lugar (Moscou,  União Soviética)[2]

Goodwill Games
- 1990- 4º Lugar  (Seattle,  Estados Unidos)[3]